# Maltesers
Maltesers er en chokolade produceret af Mars, Incorporated. 
Den består af chokoladekugler med en maltkerne. De er mest populære i Storbritannien og Irland. Maltesers sælges også i Danmark, i begyndelsen bare i udvalgte forretninger (blandt andet blev de i en periode solgt i IKEA), men sommeren 2005 begyndte også større dagligvarebutikker (som for eksempel Rema 1000) at føre produktet. Maltesers fås i poser af plast, i større papæsker og i diverse andre pakninger (f.eks i en bøtte).
Maltesers blev lanceret af Forrest Mars Sr. i 1936, under navnet "Energy Balls".
Maltesers findes i forskellige versioner, blandt andet blev en version med hvidt chokolade, i stedet for mælkechokolade nyligt lanceret i Storbritannien. Maltesers fås også som kakaopulver (malt-drik med chokoladesmag). Diplom-Is lancerede i 2005 en is som hedder Maltesers. Denne består af vaniljeis med små malteserskugler indeni.
I Storbritannien og Irland, samt USA, omtaler tv-reklamerne Maltesers som "the lighter way to enjoy chocolate", de danske reklamer som kom i løbet af 2005 reklamerer med "chokolade på den lette måde".
I enkelte lande sælges en samling af små chokolader med forskellige produkter fra Mars, Inc. i en samleboks, som hedder "Celebrations". I denne pakke findes en anden version af Maltesers, som hedder "Teasers". Mars har lavet en markedsundersøgelse af, hvilke produkter i pakken folk synes bedst om, og her vandt Teasers med 30 % af stemmerne. Teasers er chokolade med små maltstykker spredt rundt indeni i chokoladen, i stedet for den normale version, hvor der er en maltkerne dyppet i chokolade.

## Eksterne links
- Mars Incorporated's hjemmeside Arkiveret 6. april 2007 hos  Wayback Machine

- Wikimedia Commons har flere filer relateret til Maltesers